# The Black Lion

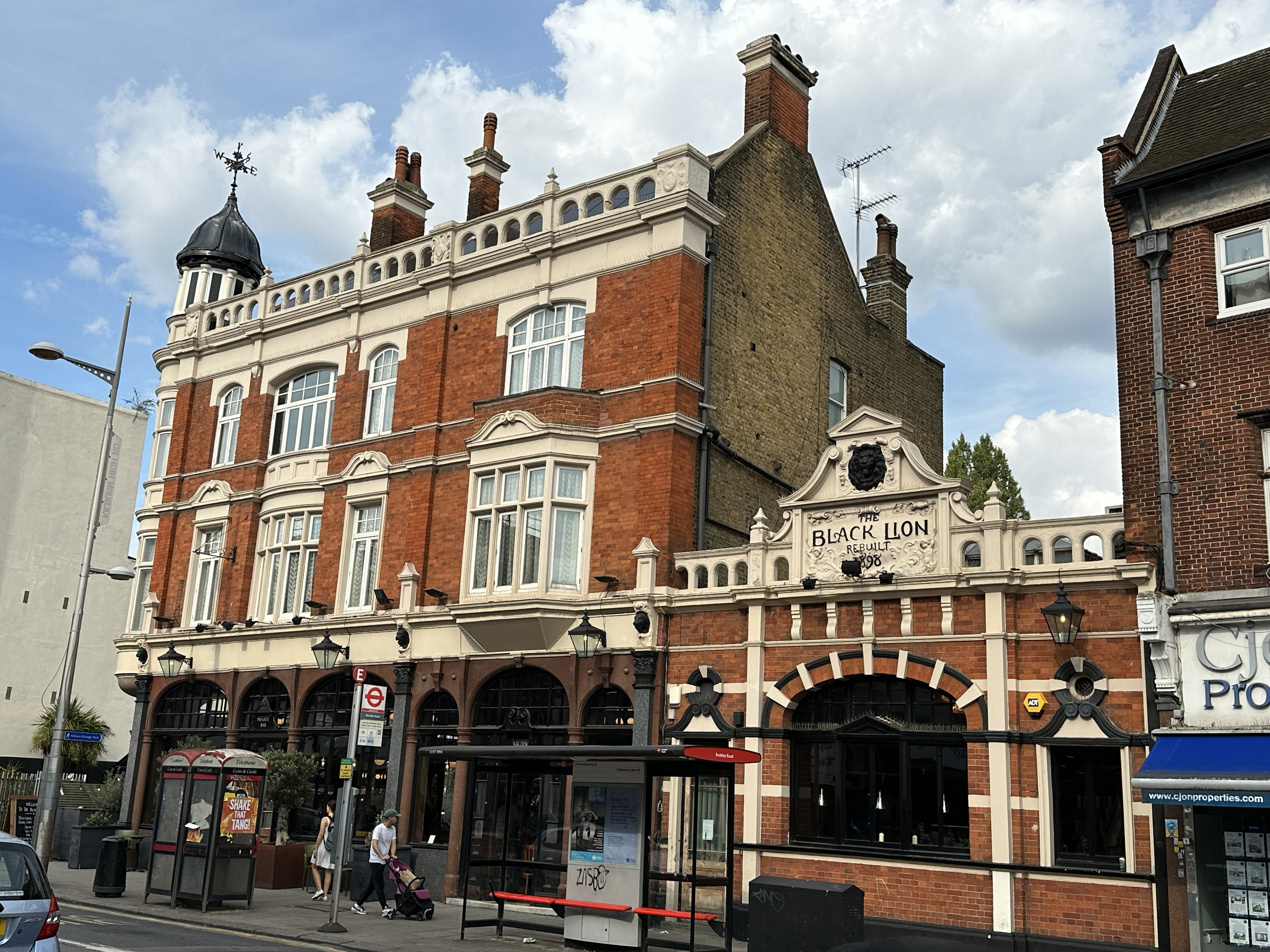
The Black Lion im Jahr 2023

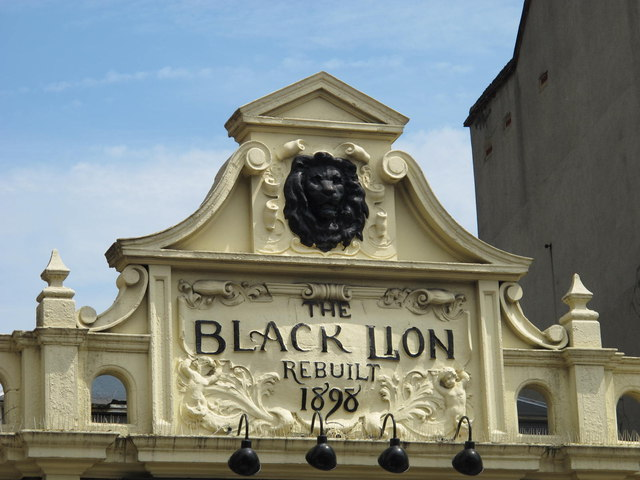
Löwenmaske und Inschrift am rechten Teil des Gebäudes

The Black Lion ist ein historisches Pub an der Adresse 274 Kilburn High Road im London Borough of Camden. Seit 1974 gehört das Bauwerk zu den Listed Buildings (Nr. 1379254, Grade II*).

## Geschichte und Beschreibung
Das Haus gegenüber dem Kiln Theatre, dem ehemaligen Tricycle, wurde um 1898 nach Plänen von Robert Alexander Lewcock im Stil der Flämischen Gotik aus rotem Backstein mit Steinverkleidungen gebaut. An der Fassade wurden diese in rosa und grauem Granit ausgeführt. Auf einem Eckgrundstück errichtet, besitzt das Pub einen rechteckigen Grundriss; an das dreistöckige Hauptgebäude schließt sich auf der rechten Seite ein einstöckiger Anbau an, der einst als Billardraum genutzt und später zum Speisesaal gemacht wurde.
Das Erdgeschoss des linken Teils ist in Arkadenform gestaltet und mit Pilastern geschmückt; die Doppeltüren zur Straße hin sind teilverglast. Sowohl an den Türen als auch an den Fenstern finden sich geätzte Scheiben. Die Obergeschosse des dreistöckigen Teils sind mit gemauerten Pilastern versehen. Diese stützen ein Gebälk mit vorstehendem Gesims; darüber befindet sich eine Arkadenbalustrade mit Kartuschen. Das Bauwerk ist mit Sprossenfenstern in verschiedener Gestalt ausgestattet, an der linken Fassadenecke sind diese gewölbt und befinden sich unter einer Laterne mit Spitzbogenkuppel und Wetterfahne. Der Anbau rechts hat ein breites Rundbogenfenster. Er weist eine Löwenmaske und eine Plakette mit der Aufschrift „The Black Lion rebuilt 1898“ auf.
Im Inneren des Hauses befinden sich geschnitzte Vertäfelungen von Frederick T. Callcott. Von der Bar aus, die die Form eines Us hat, können zwei Räume bedient werden, zwischen denen sich ein Glas- und Holzschirm befindet. Die Einrichtungsgegenstände und Kamine sind zum Teil mit verspiegelten Abdeckungen versehen. Die beiden Hauptbars wurden mit einem vergoldeten Fries aus Gips im Adamstil versehen, die Stuckdecke weist Medaillons auf, die Wände sind mit diversen vergoldeten Basrelief-Plaketten von Callcott geschmückt.
Bei dem Bombenattentat auf das nahegelegene Pub Biddy Mulligan's im Zuge des Nordirlandkonflikts im Jahr 1975 erlitt The Black Lion keinen Schaden. Aber 1991 wurde das Pub im Vorfeld eines Fußballspiels zwischen England und Irland im nahgelegenen Wembley-Stadion von Unterstützern der National Front überfallen, die anti-irische Slogans skandierten und mit Hurling-Schlägern, Backsteinen, Flaschen etc. die originalen Fenster vom Ende des 19. Jahrhunderts zerstörten und einen Schaden von rund 5000 Englischen Pfund anrichteten. Nachdem ein Teil des Deckenschmucks im Erdgeschoss einem Wasserschaden zum Opfer gefallen war, wurde das Pub 2020 vorübergehend geschlossen. Unter den neuen Betreibern London Village Inns wurde das Pub möglichst originalgetreu restauriert. Außerdem wurden in den oberen Geschossen elf Hotelzimmer eingerichtet. Die Restaurierung erhielt den CAMRA pub design award 2023, das Hotel wurde im Spätherbst 2023 eröffnet.